# Dance in the Dark
«Dance in the Dark» —en español: «Bailar en la oscuridad»— es una canción interpretada por la cantante estadounidense Lady Gaga, coescrita y coproducida por ella y Fernando Garibay, e incluida en el tercer EP de la cantante, The Fame Monster, de 2009. Compuesta a manera de canción dance pop, fue lanzada como el cuarto sencillo del álbum únicamente en Australia y Francia, y como promocional en iTunes de Bélgica.
La letra de «Dance in the Dark» presenta un medio de expresión sobre cómo las personas se basan en motivaciones externas para afrontar la ansiedad interna, mientras que en el interludio hablado, Gaga menciona a distintas estrellas e iconos de la moda de Hollywood que sufrieron muertes o vidas trágicas, como Marilyn Monroe, Judy Garland, Sylvia Plath, Diana de Gales, Jesús de Nazaret, Liberace, Stanley Kubrick y JonBenét Ramsey. La canción fue bien recibida por los críticos de música contemporánea, llegando a ser declarada como una de las mejores canciones de The Fame Monster. De acuerdo con MTV, se planeó que la canción fuera lanzada inicialmente como tercer sencillo internacional tras «Telephone», pero después de una discusión entre Gaga y la discográfica, «Alejandro» fue lanzada finalmente.
Por otro lado, ha tenido una buena recepción en países como Bélgica, Eslovaquia y República Checa, donde no fue lanzado como sencillo. «Dance in the Dark» entró también en las principales listas de Canadá, Estados Unidos, Hungría y Reino Unido gracias a las descargas digitales. En Australia, la canción logró llegar al puesto veinticuatro, mientras que en Francia, en la lista de descargas digitales, la canción llegó al puesto treinta y cinco, y en la lista de airplay al puesto veintiocho. Gaga ha interpretado mundialmente la canción durante su gira The Monster Ball Tour, donde fue la canción de apertura del espectáculo. Además, junto con «Telephone», la cantante interpretó «Dance in the Dark» en los premios Brit Awards 2010; dicha actuación estuvo inspirada en la reciente muerte de su amigo y diseñador de moda, Alexander McQueen. Para la actuación, los artistas Phillip Treacy y Nick Knight apoyaron a Gaga con su colaboraron en la escenografía. La canción fue reconocida con una nominación a los premios Grammy de 2011, en la categoría de mejor grabación dance, pero no resultó triunfadora ya que el premio fue para «Only Girl (In the World)» de Rihanna.

## Composición
La canción fue coescrita y coproducida por Gaga y por Fernando Garibay. «Dance in the Dark» tiene influencias retro y new wave en su composición, así como cierta inspiración en el sencillo «Vogue» (1990), de Madonna. Gaga utiliza un interludio hablado, donde aparecen personas de distintos ámbitos que sufrieron muertes o vidas trágicas, como Marilyn Monroe, Judy Garland, Sylvia Plath, Diana de Gales, Stanley Kubrick, Liberace, Jesús de Nazareth y JonBenét Ramsey.
De acuerdo con Michael Hubbard, de MusicOMH, la canción posee una introducción con tartamudeos y gemidos orgásmicos, seguida por la voz de la cantante. Por otro lado, el coro de «Dance in the Dark» sigue una progresión armónica de acordes F—C—Dm—Bb—F—C—Dm—Bb.

Dance in the Dark está compuesta en la tonalidad Re menor.

En una entrevista con Los Angeles Times, Gaga explicó que la letra de la canción presenta un medio de expresión sobre cómo las personas se basan en motivaciones externas para afrontar la ansiedad interna. Concretamente, ella expresó:

«La protagonista no se siente libre sin la luna. Estas letras son una manera para mí de hablar sobre cómo creo que las mujeres y algunos hombres se sienten inseguros de sí mismos todo el tiempo. No es a veces, no es en la adolescencia, es siempre.
Ella no quiere que su pareja la vea desnuda. Ella será libre y dejará salir su animal interior siempre y cuando las luces estén apagadas».

También añadió que al igual que la protagonista de la canción, ella tiene que luchar con cuestiones de su imagen corporal y de su vida sentimental. Mientras trabajaba en el fondo MAC AIDS —organización en contra del sida— se dio cuenta de que las mujeres de su edad temen decir lo que piensan, por temor a que sus novios no les guste que lo hagan.

«Todas estas cosas nuevas que entran en mi vida están cambiando la forma en que veo mi propósito, pero «Dance in the Dark», en particular, es sobre mí, esperando vivir, por supuesto, la canción no se llama «Dance in the Light». No soy una cantante de música gospel intentando pasar por encima de las personas. Lo que estoy diciendo es 'lo tengo. Te siento, me siento de la misma manera, y está bien.' Yo espero y ruego poder inspirar subliminalmente algún tipo de cambio en la gente a través del show. Ellos están cantando «Dance in the Dark» pero están bailando y son libres, lo están dejando escapar. Pero la canción no es sobre libertad, es sobre el hecho de que 'te comprendo. Me siento de la manera en que te sientes, insegura'».

## Recepción

### Comentarios de la crítica
Paul Lester de BBC sintió que la canción fue una «máquina genérica de R&B». Evan Sawdey de PopMatters comentó que «Dance in the Dark» es un «trabajo retro deliciosamente sucio» y que junto a 'Monster' forman «un cóctel pop sorprendentemente efectivo». Bill Lamb de About.com alabó la canción declarando que:

«Es una épica y trágica canción pop, pesada y audaz con un coro que te incita a cantar, y que es uno de los mejores en el repertorio de Gaga. Este es mi tipo favorito de pop porque tiene muchas capas. El ritmo te pega primero, y puedes apreciar el tema sólo por eso, pero la melodía te pide cortésmente cambiar de pareja antes de que Gaga interrumpa suavemente y te sumerja en el paraíso del pop».

Scott Plagenhoef de Pitchfork Media sintió que Gaga se convirtió en Madonna para esta canción. Edna Gunderson de USA Today llamó a la canción «cursi». Sal Cinquemani de Slant Magazine comentó que «Bad Romance» y «Dance in the Dark» están «apiladas con imponentes sintetizadores new wave y ganchos aparentemente interminables; si las melodías pudiesen estar marcadas de tiempo, tendrían la marca de los años 1980 en sus traseros. La canción no es un cuento con una moraleja en sí». Ben Patashnik de NME sintió que «Dance in the Dark» junto con «Monster» fueron «ligeramente desechables». Michael Hubbard de MusicOMH alabó la canción por su «coro monumental y su interludio hablado basado en Madonna: You will never fall apart Diana, you're still in our hearts / Never let you fall apart/ Together we'll dance in the dark —en español: Tú nunca caerás Diana, estás aún en nuestros corazones / Nunca te dejaremos caer / Juntos bailaremos en la oscuridad—». La canción fue reconocida con una nominación a los premios Grammy de 2011, en la categoría de mejor grabación dance.

### Desempeño comercial
«Dance in the Dark» entró en las listas de Canadá, Hungría y Reino Unido gracias a las descargas digitales. Más específicamente, el 11 de noviembre de 2009, en Canadá, la canción debutó en el puesto n.º 88, donde estuvo solo una semana. El día 30 del mismo mes, «Dance in the Dark» debutó en la novena posición de la lista húngara Mahasz, pero a la siguiente semana abandonó la misma. En Reino Unido la canción debutó en el n.º 89, donde se mantuvo una sola semana. Por otro lado, «Dance in the Dark» debutó en Australia en el puesto n.º 43, y a la siguiente semana alcanzó el puesto n.º 24. El 21 de agosto de 2010, en Estados Unidos, «Dance in the Dark» debutó en la lista Bubbling Under Hot 100 Singles en el puesto n.º 22, lo que equivale a la posición n.º 122 en la Billboard Hot 100.

## Interpretaciones en directo

Gaga cantando «Dance in the Dark» en The Monster Ball Tour.

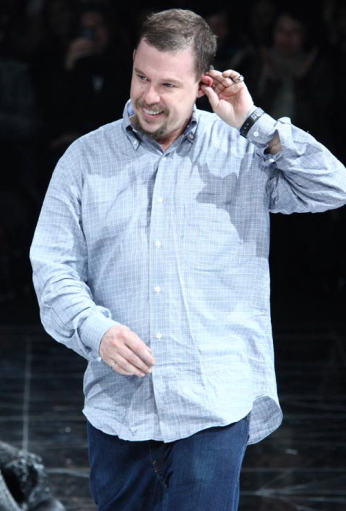
Alexander McQueen, a quien Gaga dedicó su actuación en los Brit Awards 2010.

Lady Gaga interpretó «Dance in the Dark» en su gira mundial The Monster Ball Tour, donde fue la canción de apertura del espectáculo. Para la presentación, Gaga estaba vestida con un traje de plata iluminado por bombillas, y tenía maquillado los ojos y tenía puesta una máscara, mientras que sus bailarines, vestidos con pasamontañas y monos de color blanco, empiezan a moverse alrededor de ella. En el escenario, la cantante se encontraba detrás de una luz de color verde, la cual era la única proyectada, lo que provocaba que el escenario se viera oscuro. En la etapa renovada de la gira, la canción sigue siendo la apertura y forma parte del segmento denominado "ciudad", donde el escenario aparece decorado con palabras como "Ugly", "Sexy" y "Licor", y donde también hay escaleras de incendios y un taxi amarillo roto.
El 16 de febrero de 2010 Gaga cantó «Dance in the Dark» en los premios Brit 2010. La actuación estuvo inspirada en la reciente muerte de su amigo y diseñador de moda, Alexander McQueen. Inicialmente se había planeado una versión diferente de la actuación, pero la cantante cambió de idea en el último momento, ya que quería rendir homenaje a McQueen. Entonces decidió que cantaría una versión acústica de «Telephone» y un remix de «Dance in the Dark». Al comenzar la actuación, Gaga anunció al público: «esto es para Alexander McQueen». La actuación fue discreta en comparación con las anteriores presentaciones de Gaga. Luego de cantar «Telephone», Gaga se levantó del piano y caminó, al ritmo de la música, hacia un keytar más grande de lo normal que había en el escenario, donde cantó una versión techno de «Dance in the Dark». Finalizada la actuación, la cantante dijo mediante su cuenta en Twitter:

«La presentación de esta noche está inspirada en nuestro amigo Alexander. Máscara hecha por Phillip Treacy, y la escultura por Nick Knight, música por Lady Gaga. Te extrañamos.»

Por otra parte, la canción también fue incluida en el repertorio de su residencia de conciertos Lady Gaga: Enigma.

## Versiones y remixes
| Descarga digital — Bélgica |                     |          |  |
| N.º                        | Título              | Duración |  |
| 1.                         | «Dance in the Dark» | 4:48     |  |

## Posicionamiento en listas

### Semanales
| Australia       | Australian Singles Chart                    | 24 |
| Bélgica         | Belgian Singles Chart (Flanders)            | 33 |
| Bélgica         | Belgian Singles Chart (Wallonia)            | 48 |
| Canadá          | Canadian Hot 100                            | 88 |
| Eslovaquia      | Slovak Airplay Chart                        | 6  |
| Estados Unidos  | US Billboard Bubbling Under Hot 100 Singles | 22 |
| Francia         | French Airplay Chart                        | 24 |
| Francia         | French Digital Chart                        | 35 |
| Hungría         | Hungarian Singles Chart                     | 9  |
| Reino Unido     | UK Singles Chart                            | 89 |
| República Checa | Czech Airplay Chart                         | 10 |

### Certificaciones
| País      | Organismo certificador | Certificación | Ventas certificadas | Ref.   |
| --------- | ---------------------- | ------------- | ------------------- | ------ |
| Australia | ARIA                   | Platino       | 70 000              | [ 41 ] |

## Historial de lanzamientos
| País      | Fecha                  | Formato                        | Ref.   |
| --------- | ---------------------- | ------------------------------ | ------ |
| Bélgica   | 9 de noviembre de 2009 | Descarga digital               | [ 40 ] |
| Australia | 26 de julio de 2010    | Radio de éxitos contemporáneos | [ 42 ] |
| Francia   | 25 de agosto de 2010   | Airplay                        | [ 43 ] |

## Créditos y personal
- Lady Gaga - composición, voz, coproductor, arreglos y dirección.
- Fernando Garibay - productor, composición, instrumentación, programación, organización y dirección.
- Robert Orton - mezcla de audio.
- Jonas Wetling - grabación y registro.
- Dan Parry - registro.
- Cristiano Delano - registro.

Fuentes: Allmusic y Discogs.